# Eilema obliterans
Eilema obliterans är en fjärilsart som beskrevs av William Forsell Kirby 1892. Eilema obliterans ingår i släktet Eilema och familjen björnspinnare. Inga underarter finns listade i Catalogue of Life.